# 스윗스팟 (음악 그룹)
스윗스팟은 대한민국의 음악 그룹이다. 2011년 1집 앨범 [Soundingly]로 데뷔했다.

## 방송
- CBS 창작복음성가제 (2009) - 특별상
- CCM루키 선발 경연대회 (2012) - 은상

## 음반
- Soundingly (2011)
- Myself In You (2014)
- Blessed Be Your Name (2015)
- Might To Save (2015)